# Annette Kammertöns
Annette Kammertöns (* 14. September 1941 in Bielitz, heute: Bielsko-Biała; † 6. August 2020 in Bochum) war eine deutsche Politikwissenschaftlerin.

## Biografie
Annette Kammertöns war seit ihrer Promotion zum Dr. rer. soc. im Jahr 1981 bis zum Jahr 2014 in der fachdidaktischen Ausbildung der sozialwissenschaftlichen Studierenden an der Ruhr-Universität Bochum tätig, von 1996 an als Professorin. Sie lehrte und forschte mit den Schwerpunkten „Anwendung und kritische Reflexion fachdidaktischer Theorien und Modelle, fachdidaktische Unterrichts- und Curriculumentwicklung und ihre Evaluation“. Die vormalige Studienrätin wirkte seit 1978 als Fachleiterin für Sozialwissenschaft in der Lehrerfortbildung im Regierungsbezirk Arnsberg. Von 1984 bis 1992 leitete sie dort die didaktische Fortbildung der Ausbilder. Seit 2001 war sie Vorstandsmitglied des Zentrums für Lehrerbildung der Ruhr-Universität Bochum.

## Veröffentlichungen (Auswahl)
- Politische Theorie – politische Didaktik. Über den Zusammenhang von Fachwissenschaft und Fachdidaktik (= Sozialwissenschaftliche Studien, hrsg. v. S. J. Park / P. Weber-Schäfer, Band 13), Bochum: Brockmeyer 1981.[5]
- Didaktische Planung. Das handlungsanleitende Rollenspiel als Erziehung zum bewußten sozialen Handeln, in: Gegenwartskunde 3/1986, S. 361–369.
- Die Fallstudie als Möglichkeit problemorientierten, anwendungsbezogenen Lernens, Hochschulpädagogische Arbeitspapiere und Materialien für Lehrende, Weiterbildungszentrum Ruhr-Universität Bochum, Bochum 1994.
- Was ist ein „gutes Studienseminar“?, in: Neue deutsche Schule 11–1994, S. 6–7.
- Innovationsbereitschaft stärken. In der Diskussion: Lehrerausbildung an Hochschulen, in: Neue deutsche Schule 6–7/1996, S. 43–44.
- Institutioneller Rassismus in Lehrplänen und Schulbüchern?: Eine exemplarische Analyse von Deutungsmustern im Hinblick auf den Inhaltsbereich „Migration“ in Lehrplänen und Schulbüchern für den politischen Unterricht in NRW, in: Politisches Lernen 2–3/2001, S. 123–134.[6]
- Die Rahmenvorgabe „Politische Bildung“ auf der Höhe der Zeit?: Eine Analyse ihrer Begründungsmuster, in: Politisches Lernen 3–4/2003, S. 93–99.
- Analyse der nationalen Bildungsstandards für den Fachunterricht in der politischen Bildung, in: Politisches Lernen 1–2/2004, S. 61–64.
- „Neue“ Lehrerausbildung – „höhere“ Professionalität?: Möglichkeiten und Grenzen der gestuften Lehrerausbildung am Beispiel des Faches „Sozialwissenschaften“, in: GWP – Gesellschaft. Wirtschaft. Politik 4–2004, S. 489–496.
- Die neuen EPA – eine Möglichkeit der Qualitätssicherung in der politischen Bildung?, in: Politisches Lernen 3–4/2005, S. 28–32.
- Stellungnahme zu den neuen EPA „Sozialkunde/Politik“, in: Polis 2/2006, S. 4–5.
- Erwerb von Professionalität in der Berufseingangsphase von Lehrerinnen und Lehrern auf der Basis des berufsbiografischen Ansatzes, in: Politisches Lernen 3–4/2007, S. 62–65.
- Neue Lehrerausbildung für den „besten Unterricht“?: Zur geplanten Reform der Lehrerausbildung in NRW, in: Politisches Lernen 1–2/2008, S. 69–72.
- Stellungnahme zu den von der KMK vorgelegten ländergemeinsamen inhaltlichen Anforderungen für die Fachwissenschaften und die Fachdidaktiken in der Lehrerinnen- und Lehrerfortbildung (Beschluss der Kultusministerkonferenz vom 16. Oktober 2008), in: Politisches Lernen 3–4/2008, S. 74–80.
- Bildung aus konstruktivistischer Sicht – eine Subjektivierungsparadoxie?, in: Erwägen-Wissen-Ethik (EWE) 20, 2/2009, S. 276–277.
- „Neues“ Zentrum für Lehrerbildung – „neue“ Aufgaben und Strukturen? – Anmerkungen anlässlich des 10-jährigen Bestehens des ZfL an der RUB, in: Zentrum für Lehrerbildung (Hrsg.): 1998–2008. 10 Jahre Zentrum für Lehrerbildung der Ruhr-Universität Bochum. Rückblicke – Berichte – Analysen, Bochum: Bochumer Universitätsverlag 2009, S. 53–59.
- Recht im Schulunterricht, Medieneinflüsse und die Attraktivität von Rechtsberufen / Legal Education in School, Media Influences and the Attraction of Legal Careers, gemeinsam mit Stefan Machura, in: Zeitschrift für Rechtssoziologie, Bd. 30/2, Dez/2009, S. 235–259 (auch online: doi:10.1515/zfrs-2009-0206).
- Deterred From Going to Court?: A Survey at German Schools on Media Influences, gemeinsam mit Stefan Machura, in: Entertainment and Sports Law Journal, Vol. 8/1, Jan/2010, S. 17.
- Institutionelle Diskriminierung als zentrale Kategorie interkultureller Bildung?, in: Erwägen-Wissen-Ethik (EWE) 21, 2/2010, S. 177–180.
- Das Praxissemester: eine Möglichkeit zur besseren Professionalisierung zukünftiger Lehrerinnen und Lehrer?, in: Politisches Lernen 1–2/2011, S. 46–52.
- Selbstevaluation durch Schüler: Wie Schüler ihre politischen Urteile analysieren und reflektieren können, in: Bettina Zurstrassen (Hrsg.): Was passiert im Klassenzimmer?: Methoden zur Evaluation, Diagnostik und Erforschung des sozialwissenschaftlichen Unterrichts, Schwalbach/Ts.: Wochenschau Verlag 2011, S. 167–176.
- „Welche Bildung darf es sein?“: Überlegungen zu einer „besseren“ politisch-ökonomisch-sozialwissenschaftlichen Bildung, in: Politische Bildung 2/2011, S. 120–131.
- Erwägungsorientierte Seminare an Hochschulen – Möglichkeiten und Grenzen, in: Erwägen-Wissen-Ethik (EWE) 23, 1/2012, S. 3–19.
- Politische Bildung als „integrative“ Bildung in kritischer Absicht, in: Politisches Lernen 1–2/2012, S. 12–17.
- Bericht über ein Seminar zum Thema „Analyse und Vergleich verschiedener fachdidaktischer Konzeptionen“. Welche Methoden können Erwägen hemmen oder fördern?, in: Erwägen-Wissen-Ethik (EWE) 24, 1/2013, S. 93–102.
- Überlegungen zu einer angewandten Fachdidaktik der sozialwissenschaftlichen Bildung im Rahmen der Initiative “Einfachsowi”, in: Politisches Lernen 1–2/2013, S. 32–34.
- Was kann kritische politische Bildung in der Schule heißen?, in: Benedikt Widmaier / Bernd Overwien (Hrsg.): Was heißt heute kritische politische Bildung?,  Schwalbach/Ts.: Wochenschau Verlag 2013, S. 135–144.
- „Politische“ Bildung – „sozialwissenschaftliche“ Bildung – „sozioökonomische“ Bildung: (k)ein Unterschied?, in: Politische Bildung 2/2014, S. 146–153.